# Поле битви — Земля (фільм)
«Поле битви — Земля», «Поле битви — Земля: Сага 3000 року» (англ. «Battlefield Earth») — американський постапокаліптичний антиутопічний бойовик 2000 року режисера Роджера Крістіана, екранізація однойменного роману Рона Хаббарда. «Поле битви — Земля» було знято Morgan Creek Productions і Franchise Picture та випущено на екрани 12 травня 2000 року.
Сюжет описує повстання землян проти іншопланетних загарбників псайклів через тисячу років після початку окупації. Поки із Землі видобуваються ресурси, люди ведуть жалюгідне існування, а прибульцями прирівнюються до тварин. Проте авантюра глави безпеки псайклів дає їм шанс на звільнення й відродження цивілізації.
Фільм комерційно провалився і отримав статус одного з найгірших фільмів усіх часів. Продюсер Джон Траволта мав намір зняти дві частини, тому що сценарій охоплює лише першу половину роману Хаббарда, проте бідні касові збори спонукали відмовитись від цього задуму.

## Сюжет
Після нападу на Землю іншопланетян псайклів минула тисяча років. Людська цивілізація занепала, вцілілі живуть племенами, або перебувають у рабстві прибульців, виконуючи грубу роботу. Зникле людство вважається богами, що покинули світ, яким тепер правлять демони. Молодий чоловік Джонні Тайлер покидає плем'я, не приймаючи покори псайклам.
Подорожуючи лісом, Тайлер натрапляє на покинутий парк розваг, де стикається з плем'ям мисливців. Тайлер просить показати йому богів і мисливці погоджуються, якщо той допоможе в полюванні. Мисливці приводять його в руїни міста, розповідаючи про часи, коли там жили боги. Коли група зупиняється на нічліг, нападають псайкли та паралізують людей, після чого забирають на свій літак.
Псайкли везуть полонених до свого міста, накритого куполом, що утримує придатну для них атмосферу. Вони дають людям дихальні апарати, Тайлер вихоплює в охоронця зброю і, вистріливши в нього, тікає. Глава безпеки Терл не вірить, що така «тварина» як людина здатна скористатись зброєю, тому наказує дати Тайлеру зброю. Той вистрілює вдруге, що дивує Терла, котрий втім захоплений думками про своє скоре підвищення.
На Землю прибуває високопосадовець Зед. Він оцінює Землю як нікчемну планету й повідомляє Терлу, що той лишиться там на наступний термін як покарання за якийсь інцидент з донькою сенатора. Тим часом Тайлера кидають до загону, розташованому в колишньому зоопарку. В бійці за корм він перемагає і закликає всіх ділитися порівну. Терл викриває, що його помічник Кер виявив поклади золота, котрими планував заволодіти, коли Терла переведуть із Землі. Терл задумує заволодіти цим золотом, щоб відкупитись від Зеда. Для цього він хоче надресерувати людей замість наймати робітників, яким доведеться платити зарплату. Повідомивши про цей план Керу та планетарному губернатору — планетатору, Терл записує розмови з ними так, щоб виставити їх ініціаторами цього плану.
Згадавши про Тайлера, Терл тимчасово відпускає його аби дізнатись більше про поведінку людей. Тайлер тікає разом з іще двома чоловіками, переховуючись в руїнах. Глава безпеки шантажує Кера, щоб примусити його навчити людей мові псайклів і керуванню машинами. Таємно слідкуючи за втікачами, він вислідковує їх і забирає. Кер записує в мозок Тайлера потрібні знання, а той вчить інших. Тайлер вдає наче не розуміє мови прибульців, щоб потай викрасти зброю. З товаришами він намагається вбити Терла, але зброя виявляється незарядженою. Тоді Терл везе його в колишню Бібліотеку Конгресу США, показуючи історію людства, котре було переможене псайклами тисячу років тому. На них нападає місцеве плем'я, вимагаючи вбити прибульця, проте Тайлер заявляє, що люди все одно житимуть в страху та скруті. Аби перемогти, слід опанувати машини псайклів і обернути їх проти загарбників. Тайлер показує йому, що дівчину з його племені Кріссі схоплено. Він погрожує підірвати одягнений на неї ошийник, якщо Тайлер бунтуватиме.
Терл змушує планетатора фактично передати йому владу, інакше оприлюднить докази того, що планетатор дозволив передати технології псайклів іншому виду. На тренажерах люди навчаються керувати літаками псайклів і гірничовидобувними машинами. Вони добувають золото й відвозять його Терлу. Пілотуючи літак, Тайлер виявляє, що атмосфера псайклів спалахує навіть від малих доз радіації. Також він дізнається про Форт Нокс, де знаходиться золотий фонд США. Він придумує віддати псайклам готові злитки, а тим часом підготувати повстання. Із групою рабів він з'ясовує, що під час нападу псайкли розпилили по Землі отруйний газ і люди вижили тільки в місцевостях з високим радіаційним фоном. Терла не вельми цікавить звідки взялося золото в злитках і вимагає добути його ще більше. Тайлер пропонує обрушити купол міста прибульців, але попереджає про неминуче прибуття слідом військ з рідної планети псайклів. Тому він пропонує добути ядерну бомбу і відправити її на ту планету, що вб'є всіх загарбників.
Кер замислює розповісти про план Терла і зайняти його місце. Терл викриває зраду й відстрілює за це Керу руку. В цей час загін, зібраний Тайлером, прилітає на військову базу, де захоплює вибухівку та літаки. Паралельно група людей влаштовує бунт під куполом, відволікаючи увагу. Купол обвалюється, Терл знаходить Тайлера і підриває ошийник Кріссі, але не помічає, що Тайлер зняв його і одягнув на руку Терла. Бомба телепортується на планету псайклів, знищуючи її атмосферу та всю планету.
Терла замикають у клітці, той запитує в Тайлера чому той не вбив його. Тайлер відповідає — жадібність Терла згубила псайклів, тож вцілілі на інших колоніях шукатимуть саме Терла для помсти. Кер проголошує себе головним псайклом і лишає Терла в клітці, що стоїть серед незліченних злитків золота.

## Ролі
- Джон Траволта — Терл
- Баррі Пеппер — Джонні Тайлер
- Форест Вітакер — Кер
- Кім Коутс — Карло
- Сабіна Карсенті — Кріссі
- Майкл Берн — Співробітник
- Крістіан Тессьє — Міккі
- Сільвен Ландрі — Семмі
- Річард Тайсон — Роберт Фокс
- Крістофер Фрімен — Клерк
- Джон Сокира — Клерк/ Одноокий гвардієць/Керівник телепортації
- Шон Остін-Олсен — планетатор
- Тім Месеч — Помічник Планетоліт/псайкл-гвардієць
- Ерл Пастко — бармен
- Мішель Перон — Рок

## Виробництво
Траволта, сайєнтологіст протягом довгого часу, багато років прагнув зробити фільм-екранізацію роману Хаббарда і зіграти Джонні, молодого героя, засновника саєнтології. Він довго був не в змозі отримати фінансування з будь-яких серйозних студії через побоювання з приводу сценарію фільму, його перспективи і зв'язку з саєнтологами. Цей проект, у підсумку, взяла незалежна виробнича компанія Franchise Pictures, яка спеціалізується на порятунку «глухих ідей». До того, як фільм почали знімати, Траволта став надто старим, щоб зіграти роль героя і, замість цього, вирішив грати роль лиходія, Терла.
Форест Вітакер висловив жаль з приводу участі у цьому фільмі.
Загалом фільм був прибутковим для Джона Траволти: згідно з угодою, в цьому фільмі його гонорар склав близько $10 млн і могли заплатити близько $15 млн, якщо фільм буде відповідати стандартам в північноамериканському прокаті. Проте фільм не виправдав сподівань.

## Критика
Рейтинг фільму на сайті Internet Movie Database — 2,4/10, Rotten Tomatoes — 2 % свіжості за рішенням критиків та 11 % оцінка аудиторії, Metacritic — 9/100, 2,3/5. Основна критика була спрямована на гру акторів, сюжет і монтаж.
Стів Персалл із газети «St. Petersburg Times» перелічував: «Сюжет наплутаний і погано відредагований, діалоги сміховинні, а рідкісні спецефекти такі банальні». Критикувалося і часте використання зйомок під кутом. Так, Роджер Еберт з «Chicago Sun-Times» стверджував: «Режисер Роджер Крістіан вивчив за найкращими фільмами, що режисери інколи нахиляють камеру, але не вивчив навіщо».
Американське видання «Film» у 2021 році зарахувало «Поле битви — Земля» до 15-и найгірших науково-фантастичних фільмів останніх 20-и років.